# Meleon
Genre
Meleon est un genre d'araignées aranéomorphes de la famille des Salticidae.

## Distribution
Les espèces de ce genre se rencontrent en Afrique subsaharienne.

## Liste des espèces
Selon World Spider Catalog (version 18.0, 22/04/2017) :
- Meleon guineensis (Berland & Millot, 1941)
- Meleon insulanus Logunov & Azarkina, 2008
- Meleon kenti (Lessert, 1925)
- Meleon madagascarensis (Wanless, 1978)
- Meleon raharizonina Logunov & Azarkina, 2008
- Meleon russata (Simon, 1900)
- Meleon solitaria (Lessert, 1927)
- Meleon tsaratanana Logunov & Azarkina, 2008

## Publication originale
- Wanless, 1984 : A review of the spider subfamily Spartaeinae nom. n. (Araneae: Salticidae) with descriptions of six new genera. Bulletin of the British Museum (Natural History) Zoology, vol. 46, no 2, p. 135-205 (texte intégral)